# Winand Aerts
Winand Aerts (geboren 1879 in Brüssel; gestorben 1960) war ein französischsprachiger Autor, Maler und Illustrator insbesondere zu den Uniformen der 1815 an der Schlacht bei Waterloo beteiligten Armeen.

## Leben

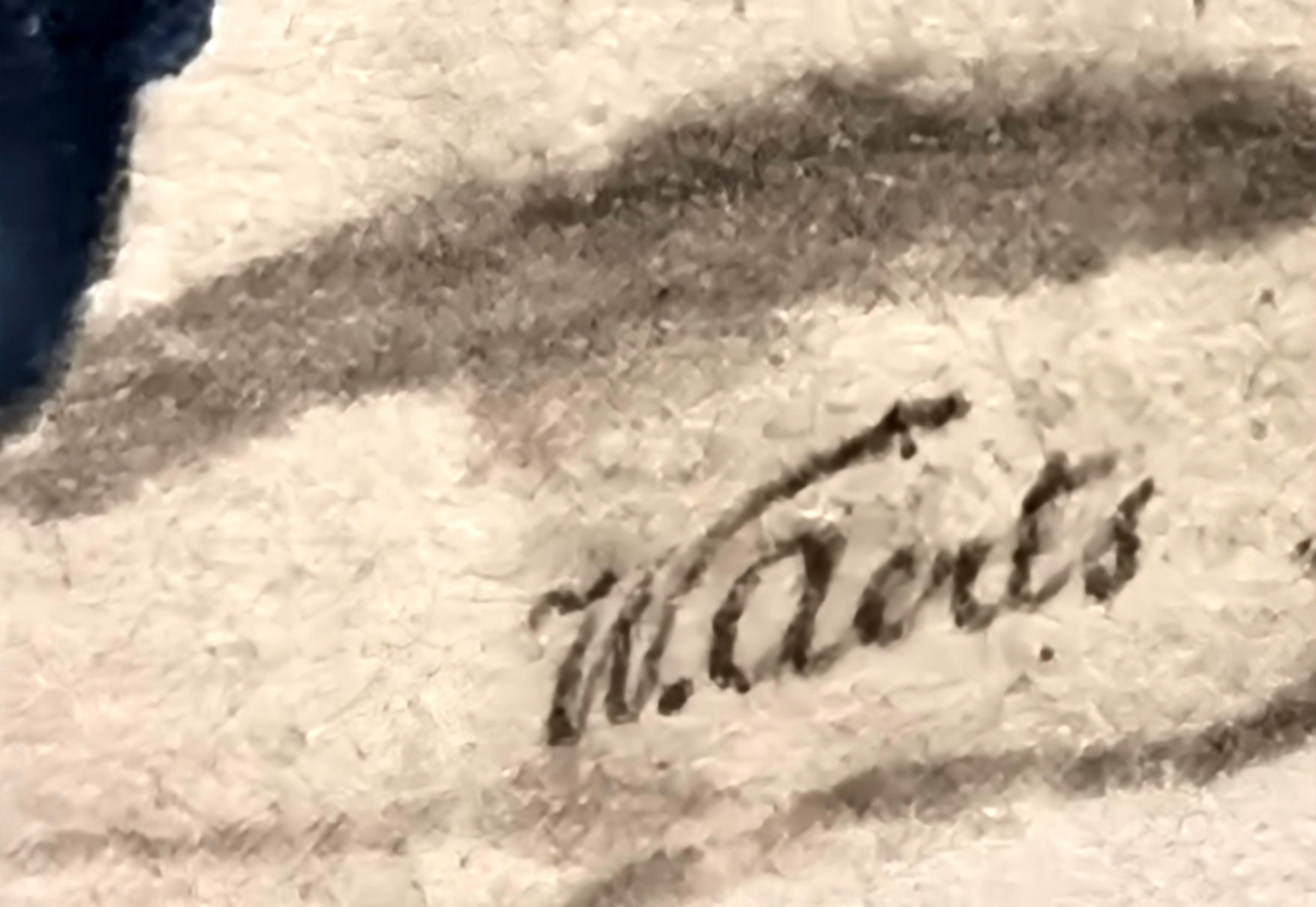
Künstlersignatur „W. aerts“ am Fuß der Figurengruppe „Feld-Bat. Bremen bei Waterloo“; aquarelliert, ohne Datum

Nachdem Winand Aerts schon Anfang des 20. Jahrhunderts über Waterloo publiziert hatte, erhielt er kurz vor dem 100. Jahrestag des Ereignisses von dem Bomann-Museum in Celle den Auftrag, die Uniformen der an der Schlacht beteiligten Armeen der King’s German Legion sowie der „königlich hannoverschen Armee“ bildlich darzustellen. In der Folge schuf der Künstler von 1912 bis 1913 für die militärhistorische Sammlung des Celler Museums insgesamt 45 Blätter mit entsprechenden Uniformdarstellungen.
Nach der Abarbeitung des Celler Auftrages zeigte sich, dass in einzelnen Stücken des Künstlers Details teilweise von den historischen Originalen abwichen. So gleichen die Kochgeschirre der King’s German Legion nicht dem Modell aus der Zeit Napoleon Bonapartes, sondern jüngeren Modellen der hannoverschen Armee. Dazu ist anzumerken, dass noch Anfang der 2000er Jahre in der militärhistorischen Bomann-Sammlung beispielsweise ein „Dolman eines Sergeant-Majors des 3. Husaren-Regiments der King’s German Legion“ nur in Teilen originalgetreu ausgestellt werden konnte: Der nachträglich applizierte Kragen sowie die Ärmelaufschläge waren ursprünglich in gelber Farbe, sind aber im Original verloren. Ausdrücklich wies das Bomann-Museum in seiner Begleitpublikation zu seiner 2003 gezeigten Großdiorama-Ausstellung „Die Schlacht von Waterloo“ – in der auch neun Blätter von Winand Aerts veröffentlicht wurden - darauf hin, dass „eine nähere Auseinandersetzung mit uniformkundlichen Details [...] im Rahmen [... der] Publikation nicht erfolgen“ konnte.

## Trivia
Drei in der Bibliothèque nationale de France (BnF) aufbewahrte Werke aus dem Schaffen von Aerts stammen aus der Provenienz des französischen Rechtsanwalts und Notars Gustave de Ridder (1861–1945), der Dokumente mit Bezug zu historischen Militäruniformen gesammelt hatte. Teile seiner Militaria-Sammlung gelangten 1946 in das Drucke-Kabinett der BnF, darunter von Aerts Arbeiten über die Schlacht an der Göhrde, die Uniformen der holländisch-belgischen Truppen bei Waterloo sowie die der Sächsischen Armee.

## Werke (Auswahl)
- Göhrde, Quatre-bras, Waterloo, Troupes hanovriennes. 1813–1815, u. a. mit 54 kolorierten Tafeln und einem kolorierten Frontispiz, [o. D.]
- Winand Aerts, Léon Wilmet: Waterloo. L'attaque de la garde, les derniers carrés, la déroute, 18 juin 1815, Katalog mit 99 Seiten und einer Karte, gedruckt bei G. Deprez, 1904.
  - zweite, überarbeitete und erweiterte Auflage, Bruxelles, G. Deprez, 1905.
  - Neudruck unter dem Titel Waterloo.
- Waterloo. Opérations de l'armée prussienne du Bas-Rhin pendant la campagne de Belgique en 1815 depuis la bataille de Ligny jusqu'à l'entrée en France des troupes prussienne. Avec croquis, gravures en noir d'après les documents de l'époque et photogravures. Spineux, Bruxelles 1908.
  - Neudruck: Wentworth Press, 2018, ISBN 978-0-270-84816-8.
- Eugène Cruyplants (Verf.), Winand Aerts (Ill.): La Belgique sous la domination française (1792–1815). Dumouriez dans les ci-devant Pays-Bas autrichiens [...] Ouvrage ecrit en collaboration avec Winand Aerts d'apres les Memoires du general Dumouriez ... les documents ined. (etc.), 2 Bände, Albert de Boeck, Bruxelles 1912;
  - Bd. 2: Digitalisat über die Bibliothèque nationale de France
- Uniformes des troupes hollando-belges à Waterloo en 1815... 1925.
- Uniformes de l'armée saxonne, 1802–1813, 38 Aquarelle und Porträts, 1926.
- Winand Aerts, Pierre Grosfils-Berger: Le Général Jardon. Un enfant de Verviers, 1768–1809. 1935
- Théo Fleischman, Winand Aerts: Bruxelles pendant la bataille de Waterloo. Bruxelles: La Renaissance du Livre, [um 1956]